# Sergej Puskepalis
Sergej Vitautovič Puskepalis (in russo Сергей Витаутович Пускепалис?; Kursk, 17 aprile 1966 – Oblast' di Jaroslavl', 20 settembre 2022) è stato un attore russo.

## Biografia
Figlio da padre lituano e madre bulgara della Transnistria, studia teatro a Saratov, per poi prestare servizio nella marina militare sovietica. Dopo diversi anni nel repertorio del teatro giovanile di Saratov, frequenta l'università russa di arti teatrali, laureandovisi nel 2001. A teatro ha messo in scena numerose opere di Aleksej Slapovskij.
Dal 2003 al 2007 è stato direttore del Teatro "A. Puškin" di Magnitogorsk. Dal 2009 al 2010 è stato direttore del Teatro "F. Volkov" di Jaroslavl'.
Attivo prevalentemente a teatro, ha cominciato a recitare al cinema e in TV nei primi anni duemila. Conosciuto il regista Aleksej Popogrebskij sul set del film Koktebel' (2003), in cui recitava suo figlio Gleb Puskepalis, vi avrebbe collaborato lui stesso in due occasioni, nei film Prostye vešči e Kak ja provël ėtim letom, venendo premiato come miglior attore rispettivamente al Festival di Karlovy Vary e al Festival di Berlino.
Sostenitore di Vladimir Putin e del partito Russia Unita, è morto nel settembre 2022 quando l'autista del Ford Transit dove si trovava, con l'intenzione di consegnarlo ad un'unità di combattimento della Repubblica Popolare di Doneck come gesto di sostegno verso l'invasione russa dell'Ucraina, ha perso il controllo del mezzo dopo un urto con un TIR su un tratto della M8, finendo quindi nella corsia opposta, dove si è schiantato frontalmente contro un altro TIR, uccidendo entrambi.

## Filmografia parziale
- Progulka, regia di Aleksej Učitel' (2003)
- Prostye vešči, regia di Aleksej Popogrebskij (2007)
- Kak ja provël ėtim letom, regia di Aleksej Popogrebskij (2010)
- Sibir'. Monamur, regia di Vjačeslav Ross (2011)
- Moj paren' - angel, regia di Vera Storoževa (2011)
- Metro, regia di Anton Megerdičev (2013)
- Black Sea, regia di Kevin Macdonald (2014)
- Resistance - La battaglia di Sebastopoli (Bitva za Sevastopol'), regia di Sergej Mokrickij (2015)
- The Icebreaker - Terrore tra i ghiacci (Ledokol), regia di Nikolaj Chomeriki (2016)
- Karp otmorožennyj (2017)
- Mama, episodio di Ëlki novye (2017)
- Marija. Spasti Moskvu, regia di Vera Storoževa (2021)
- Serdce Parmy, regia di Anton Megerdičev (2022)

## Riconoscimenti
- 2010 – Festival internazionale del cinema di Berlino
  - Miglior attore per Kak ja provël ėtim letom
- 2007 – Festival internazionale del cinema di Karlovy Vary
  - Miglior attore per Prostye vešči